# Yves Olivier
Yves Olivier (ur. 29 listopada 1974 w Izegem) – belgijski kierowca wyścigowy.

## Kariera
Olivier rozpoczął karierę w wyścigach samochodowych w 1993 roku od startów w Europejskiej Formule Ford. Z dorobkiem jednego punktu uplasował się tam na osiemnastej pozycji w klasyfikacji generalnej. W późniejszych latach pojawiał się także w stawce Niemieckiej Formuły Renault, Francuskiej Formuły Renault, Niemieckiej Formuły 3, 100 Meilen von Hockenheim, Masters of Formula 3, Grand Prix Makau, Formuły 3 Korea Super Prix, Brytyjskiej Formuły 3, Formuły 3000, Deutsche Tourenwagen Masters oraz V8Star Germany.
W Formule 3000 Belg wystartował w sześciu wyścigach sezonu 2000 z belgijską ekipą KTR. Jednak nigdy nie zdobywał punktów. Został sklasyfikowany na 27 miejscu w końcowej klasyfikacji kierowców.